# Kontrabant (igra)
Kontrabant je bila ena od redkih slovenskih videoiger na Spectrumu, napisala sta jo Žiga Turk in Matevž Kmet. Izšla je leta 1984 pri Radiu Študent, kasneje pa je izšlo še nadaljevanje Kontrabant 2. 
Gre za tekstovno pustolovščino, v kateri mora igralec sestaviti celoten mikroračunalniški sistem, pri čemer mora dele - televizor, kasetofon in mikroračunalnik - pretihotapiti v svoje domovanje (od tu naslov). Da bi prišel do njih se mora z domiselno uporabo predmetov in lokacij v igri prebiti preko mnogih preprek, tako resničnih kot fantazijskih (organi pregona, čarovnice, Bedanec, vitezi ipd.).